# 한성연
한성연(1997년 7월 12일 ~ )은 대한민국의 배우이자 모델이다. 후아유 - 학교 2015, 두번째 스무살, 귀신 보는 형사 처용 등의 드라마에 참여했다.

## 참여 작품

### 텔레비전 시리즈
- 아름다운 나의 신부
- 후아유 - 학교 2015
- 두번째 스무살
- 귀신 보는 형사 처용
- 속아도 꿈결
- 연모 (드라마)

### 영화
- 컴, 투게더
- 궁합 (영화)